# Alcolea de Calatrava
Alcolea de Calatrava là một đô thị thuộc Ciudad Real, Castile-La Mancha, Tây Ban Nha. Đô thị này có dân số là 1.630.

## Dân số
| 2001  | 2002  | 2003  | 2004  | 2005  | 2006  |
| ----- | ----- | ----- | ----- | ----- | ----- |
| 1.630 | 1.630 | 1.602 | 1.621 | 1.623 | 1.630 |